# Sticky Fingers
Sticky Fingers je deváté britské a jedenácté americké studiové album britské rockové skupiny The Rolling Stones, které vyšlo v roce 1971 u vydavatelství Rolling Stones Records. Jedná se o první album této dekády a první album vydané pod vlastním labelem Rolling Stones Records poté, co se skupina rozešla s vydavatelstvím Decca Records (ve Velké Británii) a London Records (ve Spojených státech). Vůbec poprvé na celém albu hraje kytarista Mick Taylor (Taylor se na předchozí desce Let It Bleed podílel pouze na dvou písních), který v kapele nahradil nespolehlivého Briana Jonese, ten se již na této desce nepodílel.
Sticky Fingers je považováno za jedno z nejlepších alb The Rolling Stones. V USA dosáhlo trojnásobné certifikace platiny s písněmi, jako jsou např. „Brown Sugar“, „Dead Flowers“, „Wild Horses“, „Can't You Hear Me Knocking“ nebo „Moonlight Mile“. Proslulý obal, který vytvořil uznávaný grafik Andy Warhol, byl vyfotografován a navržen členy jeho uměleckého kolektivu The Factory. Obal alba představuje muže v těsných džínách s plně funkčním zipem, který byl v původním vydání skutečný. Později bylo vydání alba staženo, protože připnutý zip z vnější strany obal prodřel, proto bylo album v následujících vydáních pouze z vyfotografovanými džínsy bez připnutého zipu.

## Seznam skladeb

#### Původní vydání - (1971)
| Pořadí         | Název                      | Autor                       | Délka |
| -------------- | -------------------------- | --------------------------- | ----- |
| 1.             | Brown Sugar                | (Jagger/Richards)           | 3:48  |
| 2.             | Sway                       | (Jagger/Richards)           | 3:50  |
| 3.             | Wild Horses                | (Jagger/Richards)           | 5:42  |
| 4.             | Can't You Hear Me Knocking | (Jagger/Richards)           | 7:14  |
| 5.             | You Gotta Move             | (McDowell/Davis)            | 2:32  |
| 6.             | Bitch                      | (Jagger/Richards)           | 3:38  |
| 7.             | I Got the Blues            | (Jagger/Richards)           | 3:54  |
| 8.             | Sister Morphine            | (Jagger/Richards/Faithfull) | 5:31  |
| 9.             | Dead Flowers               | (Jagger/Richards)           | 4:03  |
| 10.            | Moonlight Mile             | (Jagger/Richards)           | 5:56  |
| Celková délka: | Celková délka:             | Celková délka:              | 46:25 |

#### Deluxe edice - bonusové skladby (2015)
| Pořadí | Název                                               | Autor             | Délka |
| ------ | --------------------------------------------------- | ----------------- | ----- |
| 1.     | Brown Sugar (Alternativní verze s Ericem Claptonem) | (Jagger/Richards) | 4:07  |
| 2.     | Wild Horses (Akustická verze)                       | (Jagger/Richards) | 5:47  |
| 3.     | Can't You Hear Me Knocking (Alternativní verze)     | (Jagger/Richards) | 3:24  |
| 4.     | Bitch (Dlouhá verze)                                | (Jagger/Richards) | 5:53  |
| 5.     | Dead Flowers (Alternativní verze)                   | (Jagger/Richards) | 4:18  |
| 6.     | Live with Me (Live at the Roundhouse, 1971)         | (Jagger/Richards) | 4:22  |
| 7.     | Stray Cat Blues (Live at the Roundhouse, 1971)      | (Jagger/Richards) | 3:38  |
| 8.     | Love in Vain (Live at the Roundhouse, 1971)         | (Johnson)         | 6:42  |
| 9.     | Midnight Rambler (Live at the Roundhouse, 1971)     | (Jagger/Richards) | 11:27 |
| 10.    | Honky Tonk Women (Live at the Roundhouse, 1971)     | (Jagger/Richards) | 4:14  |

#### Super deluxe edice - bonusové skladby (2015)
| Pořadí | Název                                                             | Autor             | Délka |
| ------ | ----------------------------------------------------------------- | ----------------- | ----- |
| 1.     | Jumpin' Jack Flash (Live at University of Leeds, 1971)            | (Jagger/Richards) | 3:42  |
| 2.     | Live with Me (Live at University of Leeds, 1971)                  | (Jagger/Richards) | 3:33  |
| 3.     | Dead Flowers (Live at University of Leeds, 1971)                  | (Jagger/Richards) | 4:03  |
| 4.     | Stray Cat Blues (Live at University of Leeds, 1971)               | (Jagger/Richards) | 4:37  |
| 5.     | Love in Vain (Live at University of Leeds, 1971)                  | (Jagger/Richards) | 4:19  |
| 6.     | Midnight Rambler (Live at University of Leeds, 1971)              | (Jagger/Richards) | 9:15  |
| 7.     | Bitch (Live at University of Leeds, 1971)                         | (Jagger/Richards) | 5:53  |
| 8.     | Honky Tonk Women (Live at University of Leeds, 1971)              | (Jagger/Richards) | 3:02  |
| 9.     | (I Can't Get No) Satisfaction (Live at University of Leeds, 1971) | (Jagger/Richards) | 3:44  |
| 10.    | Little Queenie (Live at University of Leeds, 1971)                | (Berry)           | 4:26  |
| 11.    | Brown Sugar (Live at University of Leeds, 1971)                   | (Jagger/Richards) | 3:48  |
| 12.    | Street Fighting Man (Live at University of Leeds, 1971)           | (Jagger/Richards) | 3:15  |
| 13.    | Let It Rock (Live at University of Leeds, 1971)                   | (Berry)           | 3:14  |

## Obsazení
The Rolling Stones
- Mick Jagger – zpěv (všechny skladby), doprovodné vokály ("Sway", "Wild Horses", "Can't You Hear Me Knocking", "You Gotta Move", "Dead Flowers"), akustická kytara ("Dead Flowers", "Moonlight Mile"), kastaněty ("Brown Sugar"), rumba koule ("Brown Sugar"), elektrická kytara ("Sway"), perkuse ("Can't You Hear Me Knocking")
- Keith Richards – elektrická kytara ("Brown Sugar", "Wild Horses", "Can't You Hear Me Knocking", "You Gotta Move", "Bitch", "I Got the Blues", "Dead Flowers"), akustická kytara ("Brown Sugar", "Wild Horses", "You Gotta Move", "Sister Morphine", "Dead Flowers"), doprovodné vokály ("Sway", "Wild Horses", "Can't You Hear Me Knocking", "You Gotta Move", "Bitch", "Dead Flowers")
- Mick Taylor – elektrická kytara ("Brown Sugar", "Sway", "Can't You Hear Me Knocking", "You Gotta Move", "Bitch", "I Got the Blues", "Dead Flowers", "Moonlight Mile"), akustická kytara ("Wild Horses")
- Bill Wyman – baskytara (všechny skladby kromě "You Gotta Move"), elektrické piano ("You Gotta Move")
- Charlie Watts – bicí (všechny skladby)

Doprovodní hudebníci
- Paul Buckmaster – aranžmá pro smyčcové nástroje ("Sway", "Moonlight Mile")
- Ry Cooder – slide guitar ("Sister Morphine")
- Jim Dickinson – klavír ("Wild Horses")
- Rocky Dijon – konga ("Can't You Hear Me Knocking")
- Nicky Hopkins – klavír ("Sway", "Can't You Hear Me Knocking")
- Bobby Keys – tenorsaxofon ("Brown Sugar", "Can't You Hear Me Knocking", "Bitch", "I Got the Blues")
- Jimmy Miller – perkuse ("Can't You Hear Me Knocking")
- Jack Nitzsche – klavír ("Sister Morphine")
- Billy Preston – varhany ("Can't You Hear Me Knocking", "I Got the Blues")
- Jim Price – trubka, klavír ("I Got the Blues", "Moonligt Mile")
- Ian Stewart – klavír ("Brown Sugar", "Dead Flowers")

Technická podpora
- Jimmy Miller - producent

- Glyn Johns – zvukový inženýr
- Andy Johns – zvukový inženýr
- Chris Kimsey – zvukový inženýr
- Jimmy Johnson – zvukový inženýr
- Doug Sax – zvukový inženýr pro mastering
- Andy Warhol – autor obalu alba

## Žebříčky
Album
| Rok                      | Žebříček                                  | Pozice            |
| ------------------------ | ----------------------------------------- | ----------------- |
| 1971 1994                | UK Top 50 Albums UK Top 75 Albums         | 1 74              |
| 1971 1972 1978 1980 1981 | Billboard Pop Albums Billboard Pop Albums | 1 126 134 181 133 |

Singly
| Rok  | Singl                           | žebříček              | Pozice |
| ---- | ------------------------------- | --------------------- | ------ |
| 1971 | "Brown Sugar/Bitch/Let It Rock" | UK Top 50 Singles     | 2      |
| 1971 | "Brown Sugar"                   | The Billboard Hot 100 | 1      |
| 1971 | "Wild Horses"                   | The Billboard Hot 100 | 28     |

## Certifikace
| Organizace | Úroveň     | Datum           |
| ---------- | ---------- | --------------- |
| RIAA – USA | Zlato      | 11. května 1971 |
| RIAA – USA | Platina    | 31. května 2000 |
| RIAA – USA | 2x Platina | 31. května 2000 |
| RIAA – USA | 3x Platina | 31. května 2000 |